# Tião Carreiro & Pardinho
Tião Carreiro & Pardinho foi uma dupla brasileira de música sertaneja, expoente de uma de suas variantes mais tradicionais, a moda de viola, e do pagode de viola, uma variante do cateretê. A dupla era composta pelos músicos José Dias Nunes (Tião Carreiro), responsável pelos solos de viola caipira e pela voz mais grave, e Antônio Henrique de Lima (Pardinho), encarregado do som de base, no violão ou na viola, e da voz mais aguda.
Embora tradicionalmente na música sertaneja a voz mais aguda ocupasse o lugar da primeira voz, a dupla se destacou pela proeminência da voz mais grave, e, consequentemente, na maior parte de suas canções Tião Carreiro realizava a primeira voz. Sua carreira se estendeu por dois períodos, de 1954 a 1978 e 1981 a 1993. 
A dupla teve papel fundamental na difusão da música sertaneja junto ao grande público, levando-a dos programas sertanejos das rádios nas madrugadas aos teatros, rodeios e exposições, e para o horário nobre da televisão.

## História
Em 1954, Tião Carreiro conheceu Pardinho no Circo Rapa Rapa, em Pirajuí, quando Tião ainda tinha o pseudônimo de Zé Mineiro. Lá, eles cantaram pela primeira vez. Em 1956, resolveram tentar a sorte em São Paulo, onde conheceram o prestigiado compositor sertanejo Teddy Vieira que, ouvindo a dupla, batizou José Dias Nunes de Tião Carreiro. Em novembro de 1956, gravaram o primeiro disco juntos com destaque para as músicas "Cavaleiro do Bom Jesus" (de João Alves, Nhô Silva e Teddy Vieira) e "Boiadeiro Punho de Aço" (de Teddy Vieira e Pereira).
A dupla Tião Carreiro e Pardinho é tida como uma das principais da música sertaneja de raiz e inventores do pagode, considerados artistas de primeira linha no gênero. Encenaram também duas peças teatrais, "O Mineiro e o Italiano", um melodrama baseado na música, e "Pai João", o drama de um velho carreiro, e gravaram o filme Sertão em Festa, ambos com grande sucesso. Tião Carreiro e Pardinho chegaram a gravar quase 30 LPs, todos remasterizados em CDs, que continuam em catálogo.

## Discografia
A discografia da dupla é composta por mais de 55 álbuns, com cerca de setecentas canções.
- 1961 - Rei do Gado[2]
- 1963 - Casinha da Serra[2]
- 1964 - Linha de Frente[2]
- 1964 - Repertório de Ouro[2]
- 1965 - Os Reis do Pagode[2]
- 1966 - Boi Soberano
- 1967 - Pagode na Praça
- 1967 - Os Grandes Sucessos de Tião Carreiro & Pardinho[2]
- 1967 - Rancho dos Ipês[2]
- 1968 - Encantos da Natureza[2]
- 1968 - Tião Carreiro & Pardinho e Seus Grandes Sucessos[2]
- 1969 - Em Tempo de Avanço[2]
- 1970 - Sertão em Festa[2]
- 1970 - Show
- 1970 - A Força do Perdão[2]
- 1971 - Abrindo Caminho[2]
- 1972 - Hoje Eu Não Posso Ir[3]
- 1973 - Sucessos de Tião Carreiro & Pardinho[3]
- 1973 - Viola Cabocla[3]
- 1973 - A Caminho do Sol[3]
- 1974 - Modas de Viola Classe "A"[3]
- 1974 - Esquina da Saudade[3]
- 1974 - Tangos em Dueto[3]
- 1975 - Modas de Viola Classe "A" - Volume 2[3]
- 1975 - Duelo de Amor[3]
- 1976 - Rio de Pranto[3]
- 1976 - Os Grandes Sucessos de Tião Carreiro & Pardinho - Volume 2[3]
- 1976 - É Isto que o Povo Quer - Tião Carreiro em Solos de Viola Caipira[3]
- 1977 - Pagodes[3]
- 1977 - Rancho do Vale[3]
- 1978 - Terra Roxa[3]
- 1978 - Viola Divina[3]
- 1979 - Disco de Ouro[3]
- 1979 - Golpe de Mestre[3]
- 1979 - Pagodes - Volume 2[3]
- 1979 - Tião Carreiro em Solo de Viola Caipira[3]
- 1979 - Seleção de Ouro[3]
- 1980 - Homem até Debaixo d'Água[3]
- 1981 - Prato do Dia[3]
- 1981 - Quatro Azes[3]
- 1981 - Modas de Viola Classe "A" - Volume 3[3]
- 1982 - Navalha na Carne[3]
- 1983 - No Som da Viola[3]
- 1984 - Modas de Viola Classe "A" - Volume 4[3]
- 1985 - Felicidade[3]
- 1986 - Estrela de Ouro[3]
- 1988 - A Majestade "O Pagode"[3]
- 1992 - O Fogo e a Brasa[3]
- 1994 - Som da Terra - Tião Carreiro & Pardinho[3]
- 1994 - Som da Terra - Tião Carreiro & Pardinho - Volume 2 - Pagodes[3]
- 1994 - Som da Terra - Tião Carreiro & Pardinho - Volume 3 - Modas de Viola[3]
- 1996 - Saudades de Tião Carreiro - Tião Carreiro & Pardinho e Várias Duplas[3]
- 1998 - Sucessos de Ouro de Tião Carreiro & Pardinho - As Românticas[3]
- 1999 - Popularidade - Tião Carreiro & Pardinho[3]
- 2001 - Warner 25 anos[3]
- 2003 - Os Gigantes
- 2006 - Warner 30 anos

Observação: em 1978, houve o anúncio do fim da dupla na época, e Tião Carreiro formou dupla com o cantor e compositor Paraíso e lançaram 3 LPs, sendo um (1978) pela Gravadora Continental e outros dois (ambos em 1980) pela gravadora Chantecler. Já Pardinho, formou a dupla Pardinho & Pardal, lançando 5 LPs (1 em 1978, 1 em 1979, 2 em 1980 e o último em 1981).